# Savage Sam
Savage Sam is een Amerikaanse western uit 1963, onder regie van Norman Tokar met in de hoofdrollen Brian Keith, Tommy Kirk, Kevin Corcoran, Dewey Martin, Jeff York en Marta Kristen. De film is gebaseerd op de gelijknamige roman van Fred Gipson uit 1962 en is een vervolg op de film Old Yeller uit 1957.

## Verhaal
In 1870 moet de 18-jarige Travis Coates (Tommy Kirk) op de boerderij van zijn familie in het zuidwesten van Texas voor zijn 12-jarige broer Arliss (Kevin Corcoran) zorgen terwijl hun ouders een zieke grootmoeder bezoeken.
Terwijl Arliss en zijn hond, Savage Sam, op een lynx jagen wordt Travis door Bud Searcy (Jeff York) gewaarschuwd dat er afvallige Apachen in de buurt zijn. Wanneer Travis samen met Buds 17-jarige kleindochter Lisbeth (Marta Kristen) op zoek gaat naar Arliss wordt het drietal gevangen genomen door een groep Apachen onder leiding van een Comanche. Beck Coates (Brian Keith), de oom van de jongens, is getuige van het tafereel en weet de leider te verwonden, maar Becks paard wordt neergeschoten waardoor de Comanche en zijn volgelingen met de gevangenen kunnen ontsnappen.
Beck waarschuwt de Amerikaanse cavalerie, maar de indianen splitsen zich op in drie groepen en rijden de heuvels in. In de verwarring weet Travis te ontsnappen, maar hij wordt bewusteloos geslagen en voor dood achtergelaten. Beck en zijn troep van vijf vinden Travis en zijn hond en gaan op zoek naar de andere gevangenen. Uiteindelijk treffen ze de Indianen aan in een vallei. De jongeren worden gered en de Indianen worden gevangen genomen.

## Rolverdeling
| Acteur          | Personage         |
| --------------- | ----------------- |
| Brian Keith     | Uncle Beck Coates |
| Tommy Kirk      | Travis Coates     |
| Kevin Corcoran  | Arliss Coates     |
| Dewey Martin    | Lester White      |
| Jeff York       | Bud Searcy        |
| Marta Kristen   | Lisbeth Searcy    |
| Rafael Campos   | Young Warrior     |
| Slim Pickens    | Willy Crup        |
| Royal Dano      | Pack Underwood    |
| Rodolfo Acosta  | Bandy Legs        |
| Pat Hogan       | Broken Nose       |
| Dean Fredericks | Comanche Chief    |
| Brad Weston     | Ben Todd          |

## Release en ontvangst
Savage Sam werd uitgebracht op 1 juni 1963, maar kon het succes van Old Yeller niet evenaren. De film kreeg slechte recensies en voldeed niet aan de verwachtingen aan de kassa. Volgens Gipsons biograaf werd de film "beschouwd als clichématig en overgeregisseerd, en werd vooral bekritiseerd vanwege inconsistentie met Gipsons werk".